# Elfmania
Az Elfmania egy 2D-s fantasy verekedős játék, melyet a Terramarque készített és a Renegade Software adta ki Amigára 1994-ben. A többi játékkal ellentétben nem nagyon vannak benne különleges mozdulatok. (minden szereplőnek egy van, de az irányításuk ugyanaz)

## Játékmenet
A játék előtt mindig megjelenik egy térkép, rajta egy 5x5-ös amőba tábla. Ennek mezeiben lehet választani a helyszínt és az ellenfelet. A győztesnek bekerül a jele abba a mezőbe, ahol zajlott a játék. Ez vagy egy kék kör, vagy egy piros x. Az a játékos nyer, aki ily módon (az amőbához hasonlóan) ki tud rakni ötöt a saját jeléből, függőlegesen, vízszintesen vagy átlósan.

## Szereplők
| Név    | Karakter    | Pálya         | Különleges mozdulat |
| ------ | ----------- | ------------- | ------------------- |
| Janika | Kalóz elf   | Kalóz kikötő  | Pörgő rúgás         |
| Taiki  | Eszkimó elf | Téli falu     | Pörgő rúgás         |
| Tenko  | Erdei elf   | Vízesés       | Pörgő rúgás         |
| Kosken | Bakó        | Börtön        | Kézcsapkodás        |
| Seven  | Testőr      | Királyi udvar | Forgó kardsuhintás  |
| Matiki | Király      | Trónterem     | Kalapács csapkodás  |

## Érdekességek
- A többi verekedős játékkal ellentétben csak egy fordulós meccsek vannak.
- Csak multiplayerben választható az összes karakter, egyébként meg csak a három elf.
- A PL2 játékosnak akkor is más a ruhájának színe, ha nem mirrior match van.
- Ha az PL1 játékos Koskent választja, akkor az ellenfél mindig narancssárga ruhában van.
- Az emberek közül csak Koskennek nincs fegyvere.

## Fordítás
Ez a szócikk részben vagy egészben  az   Elfmania című angol Wikipédia-szócikk fordításán alapul.  Az eredeti cikk szerkesztőit annak laptörténete sorolja fel. Ez a jelzés csupán a megfogalmazás eredetét és a szerzői jogokat jelzi, nem szolgál a cikkben szereplő információk forrásmegjelöléseként.